# Wadsleyite
La wadsleyite est un minéral de la famille des silicates (sous-famille des sorosilicates), de formule chimique (Mg,FeII)2SiO4. Son nom est un hommage au minéralogiste australien Arthur David Wadsley (1918-1969).
La wadsleyite est un polymorphe de haute pression de l'olivine. À plus haute pression elle est remplacée par la ringwoodite.
La wadsleyite a été trouvée dans certaines météorites, où elle a été formée lors d'un choc (à l'arrivée sur Terre ou antérieurement).
Les études de pétrologie expérimentale et la sismologie indiquent que la wadsleyite est l'un des minéraux importants du manteau terrestre, présent dans la partie supérieure de la zone de transition (en).